# Луизианские тигры

Флаг Луизианы иногда использовался луизианцами в качестве боевого

Луизианские тигры (англ. Louisiana Tigers) — неофициальное название нескольких пехотных соединений штата Луизиана в армии Конфедерации во время американской гражданской войны. Первоначально применялось к батальону, потом к бригаде, а впоследствии и ко всем луизианским частям в Северовирджинской армии. Состав «луизианских тигров» изменялся по ходу войны, но они сохраняли репутацию бесстрашной ударной бригады — вместе с техасской бригадой и бригадой Джексона.

## История
Название «Луизианские тигры» — произошло от прозвища «тигриные винтовки» (tiger rifles). Так звали зуавов роты В 1-го луизианского специального батальона. Этот батальон имел 5 рот и им командовал Читем Робордо Уит. Батальон был сформирован в июне 1861 года из портовых рабочих и докеров Нового Орлеана, которых ещё называли wharf rats — портовые крысы. Большой процент среди них составляли эмигранты, в основном ирландцы. Один из современников вспоминал: «Они были все ирландцы и все одеты в форму зуавов, и были известны как луизианские тигры, и они действительно были тиграми в человечьем обличье. Я действительно боялся их…»
1-й луизианский батальон Четема Уита впервые принял участие в боевых действиях в Первом сражении при Бул-Ране. Он входил в состав небольшой бригада Натана Эванса, численностью всего 1100 человек. Бригада находилась на крайнем левом фланге армии и первая встретила федеральные части у холма Мэтьюз. Бригада выдержала первые атаки, но все же была обойдена с фланга и вынуждена была отступать на холм Генри.
В начале 1862 года батальон Уита был присоединен к 1-й Луизианской бригаде генерала Ричарда Тэйлора в армии Томаса Джексона. Тейлору было приказано навести порядок в ротах недисциплинированных луизианцев, и дело дошло до того, что несколько солдат было приговорено к смертной казни за воинские преступления и расстреляно. Это был первый расстрел в истории Северовирджинской армии.
Батальон принял участие в Кампании в долине Шенандоа, успешно сражаясь при Фронт-Ройале, Винчестере и Порт-Репаблик. Практически во всех этих сражениях бригада Тейлора («тигры» и мерилендский полк) были главной ударной группировкой Джексона.
Весной Джексон перебросил свою армию на юг для участия в кампании на Полуострове. После гибели Уита в сражении при Геинс-Милл и серьёзных потерь, батальон был присоединен к батальону Зуавов Копенса. Это новое соединение сильно пострадало во время Северовирджинской кампании и мерилендской кампании. В последней был убит его новый командир, полковник Август Гастон Коппенс. После тяжелых потерь в сражении при Энтитеме батальон был расформирован.
Однако, название «луизианские тигры» постепенно перешло на всю луизианскую бригаду генерала Гарри Хайса. При Энтитеме бригада состояла из пяти полков: 5-го (полк. Генри Форно), 6-го (полк. Генри Стронг), 7-го, 8-го (лейтенант Тревенейшен Льюис) и 14-го. К концу года состав изменился.

### Бригада в начале 1863 года

Знамя 6-го луизианского полка

5-й Луизианский — сформирован в мае 1861 года. В полк было набрано около 1000 человек, которыми командовал полковник Генри Форно, ветеран мексиканской войны. Полк был послан в Вирджинию, где сильно сократился из-за дезертирства. Полк потерял 29 человек в сражении при Булл-Ране. Во время Мэрилендской кампании он был переведен в бригаду Старке. В Геттисбергской кампании им командовал майор Александр Харт, уроженец Нового Орлеана. Он был евреем и сыном основателя первой в городе синагоги. При Энтитеме он был ранен и попал в плен, затем возвращен по обмену.
6-й Луизианский был сформирован в мае 1861 года газетным редактором Исааком Сеймуром, и в его составе было несколько типографских рабочих. Две трети полка были иностранного происхождения, а из-за большого размера полка его даже называли «Ирландской бригадой». Полк почти полностью погиб в сражении при Гейнс-Милл, от полка осталось всего 50 человек и сам Сеймур был убит. Полковником стал Уильям Монаган, которому пришлось создавать полк заново. В Геттисбергскую кампанию полком командовал Джозеф Хэнлон.
7-й Луизианский (Дэвид Пэнн)
8-й Луизианский набирался из различных округов Луизианы, а также имел одну роту, набранную в Батон-Руже. В этом полку попадались солдаты различных национальностей вплоть до скандинавов и даже один свободный негр (Чарльз Луц). Полком командовал Тревениэн Льюис, который получил звание полковника 6 апреля 1863 года.
9-й Луизианский. Он набирался из фермеров центральной и северной Луизианы и его командиром был выбран Ричард Тейлор. Этот полк в своё время опоздал к сражению при Булл-Ране. В Мэрилендскую кампанию полк воевал в составе 2-й луизианской бригады (Уильяма Старке), а после реорганизации армии весной 1863 года его снова вернули Хайсу, в обмен на 14-й полк. В Геттисбергской кампании им командовал полковник Лерой Августус Стаффорд, плантатор и участник Мексиканской войны. Именно он создал соединение «Гвардейцы Стаффорда», которое постепенно превратилось в 9-й луизианский полк. Командиром полка он стал в октябре 1861, после повышения Тейлора.